# Dadji Rahamata Ahmat Mahamat
Dadji Rahamata Ahmat Mahamat est une activiste tchadienne. Elle est la directrice du Camojet (Collectif des associations et mouvements de jeunes du Tchad).

## Biographie

### Jeunesse
Dadji Rahamata Ahmat Mahamat est la fille d'Ahmat Dadji, ancien Directeur de la Compagnie de sucre industrielle tchadienne (Sonasut) issu du peuple Hadjaraï. Le 28 mai 1987, alors qu'elle a deux ans, son père et ses deux frères aînés, âgés de 20 et 17 ans, sont arrêtés par des hommes qui auraient été envoyés par le président tchadien de l'époque, Hissène Habré. Depuis lors, Dadji Rahamata Ahmat Mahamat et sa famille font campagne pour découvrir ce qui est arrivé à son père. Cela l'amène à s’engager plus globalement dans la lutte pour le respect des droits humains,.

### Carrière
Après avoir travaillé pour diverses organisations et associations au Tchad, Dadji Rahamata Ahmat Mahamat rejoint Camojet en 2010. Le 6 février 2015, elle a été arrêtée puis libérée plus tard dans la journée, à condition qu'elle ne parle pas à la presse de son arrestation. Elle prend immédiatement  la parole et est de nouveau arrêtée. Elle n'est pas inculpée et est relâchée avec 22 autres manifestants le 8 février 2015 avec ordre de ne plus parler aux médias. Dadji a déclaré: « J'ai été harcelée, intimidée et menacée mais je resterai ferme. »,.